# Sistem de recuperare a energiei cinetice

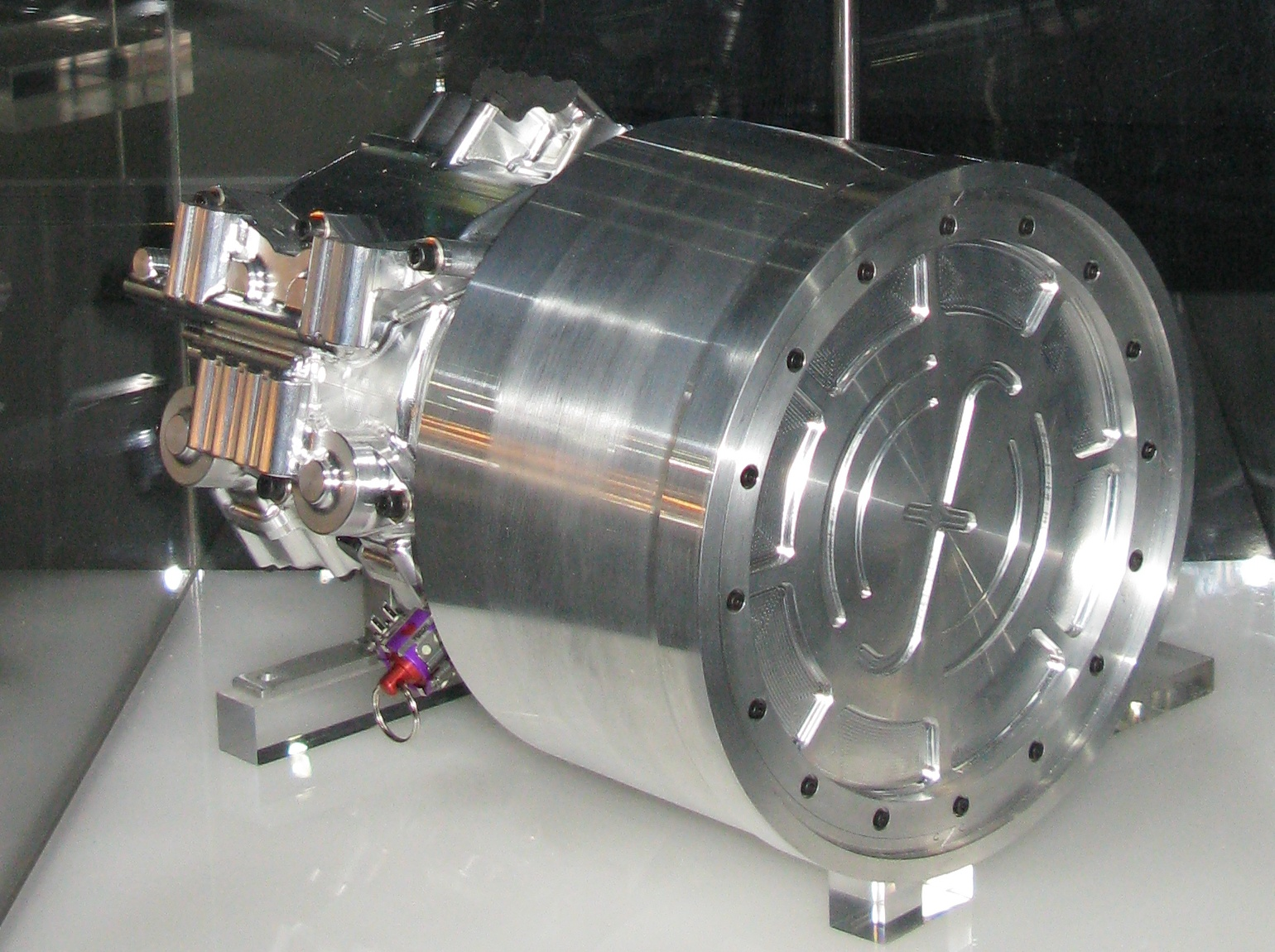
Sistemul de recuperare a energiei cinetice Flybrid

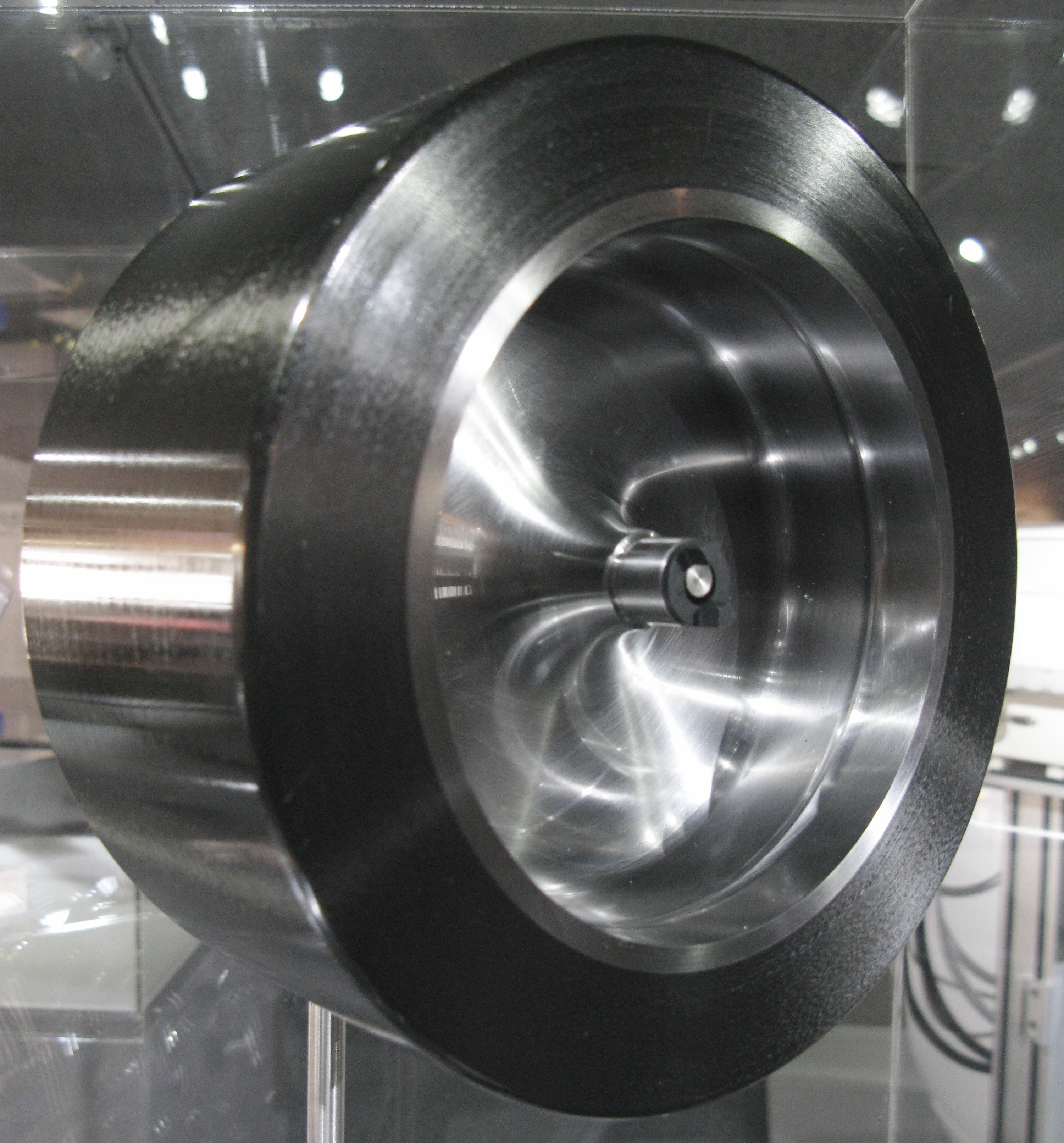
Volantul sistemului Flybrid

Un sistem de recuperare a energiei cinetice (engleză kinetic energy recovery system – KERS)
este un sistem folosit la autovehicule pentru recuperarea energiei lor cinetice în timpul frânării. Energia recuperată poate fi stocată și sub formă de energie chimică într-un acumulator sau supercondensator, dar de obicei ea este înmagazinată tot sub formă de energie cinetică în volanți. Exemple de realizări practice sunt cele ale Zytek, Flybrid, Xtrac și Torotrak folosite în Formula 1.